# ظلامة (شجرة)
ظِلاَّمة أو الخرمال المشملي أو الديوسبير المشملي (الاسم العلمي:Diospyros mespiliformis) هو نوع من النباتات يتبع جنس الخرمال من الفصيلة الأبنوسية. وهي شجرة نادرة، ظليلة، معمرة تنبت في بطون الأودية الغائرة الرطبة، على ماء جار، أو قريب من السطح، على ارتفاع 900-1400 م. ترتفع الظَّلاَّمة نحو 10-20 م وهي تقوم على جذع خشن ضخم مخدد، بني مغبر يميل إلى السواد، تتفرع، في الغالب، على هيئة قبة واسعة، وتتدلي أغصانها السفلية نحو الأرض، فيتكون تحتها ظل وارف كثيف لا خصاص فيه، أوراقها كثيفة، شديدة الخضرة، شبه بيضاوية، سنانية،
متطاولة، تكون عند ظهورها حمراء اللون كأوراق الظرف، ثم خضراء فاتحة، وأخيرا خضراء غامقة شديدة الخضرة، أزهارها كأسية الشكل، على هيئة مزهرية، حليبية اللون، صغيرة الحجم، يتوجها خمس بتلات ثخنية، منحنية بشدة إلى الخلف، وتظهر في مجموعات على رؤوس الأغصان.
الثمار كروية، وربما بيضاوية، في حجم ثمرة مشمش متوسطة الحجم، تظهر بلون أخضر، وعند النضج تصير إلى لون اخضر مصفر لامع، تدوم على الشجرة لمدة طويلة، وهي تؤكل وطعمها حلو لذيذ، تشبه من حيث الطعم والتكوين ثمرة الكاكا.

## معرض صور

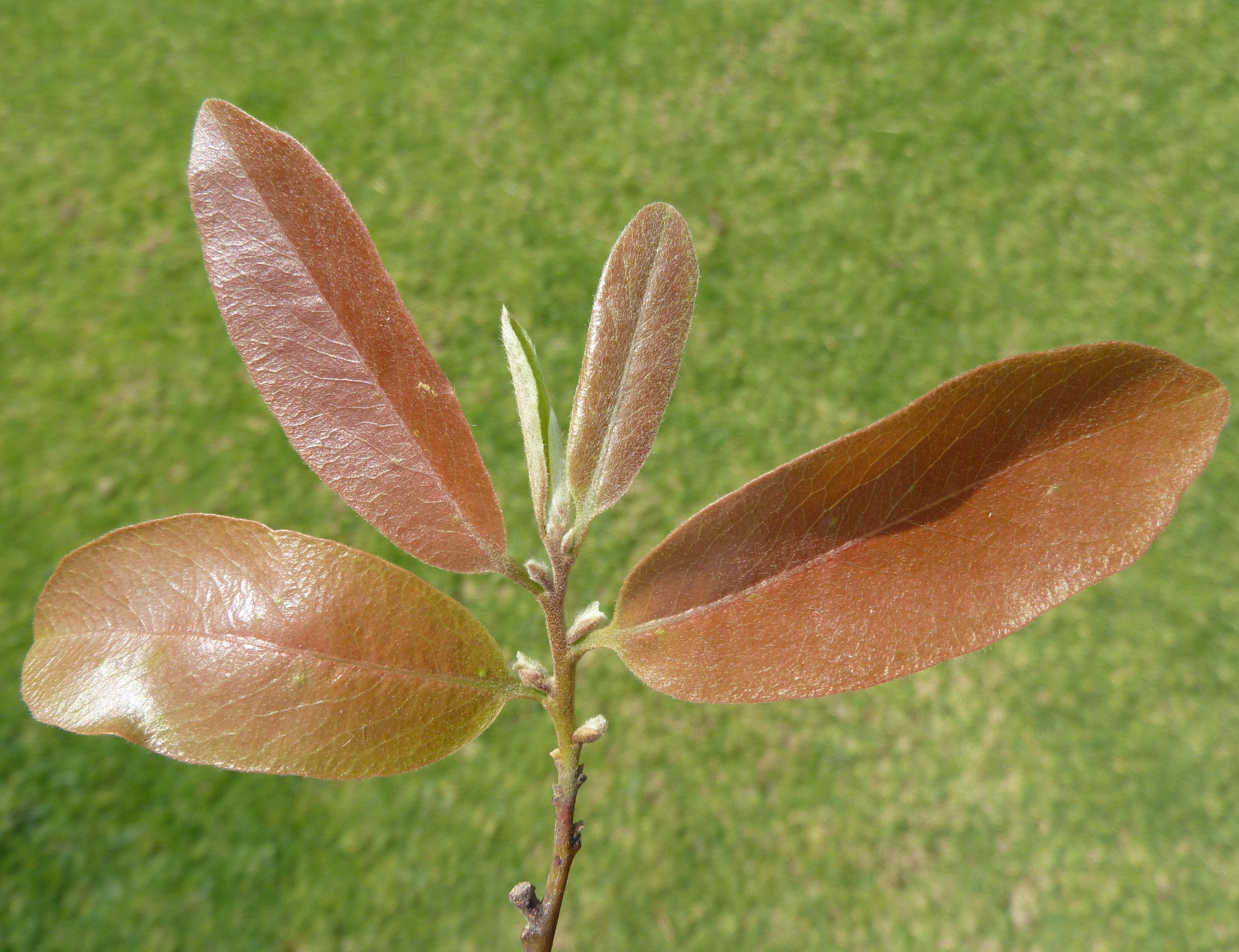
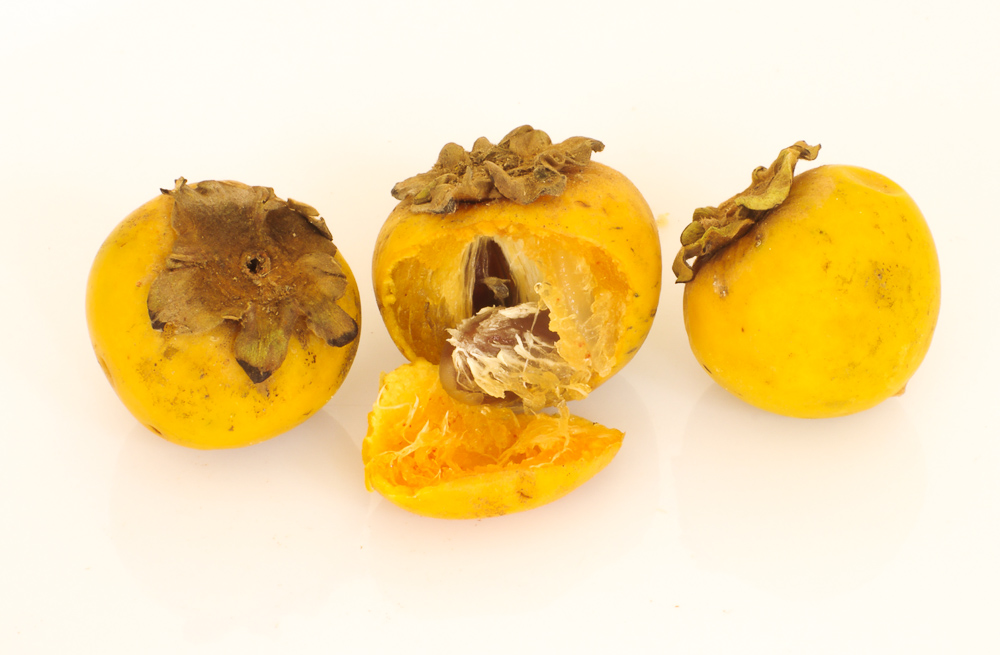
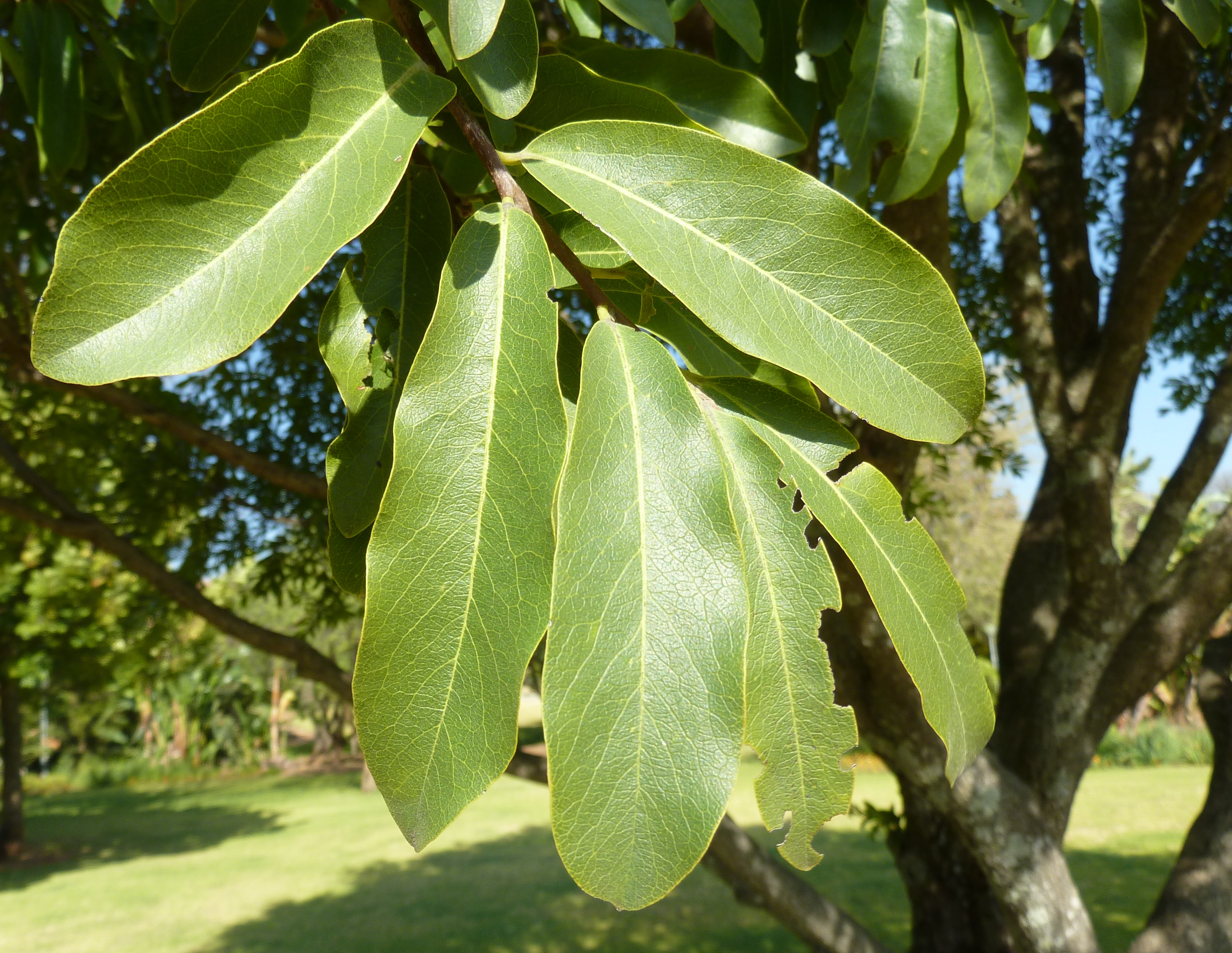
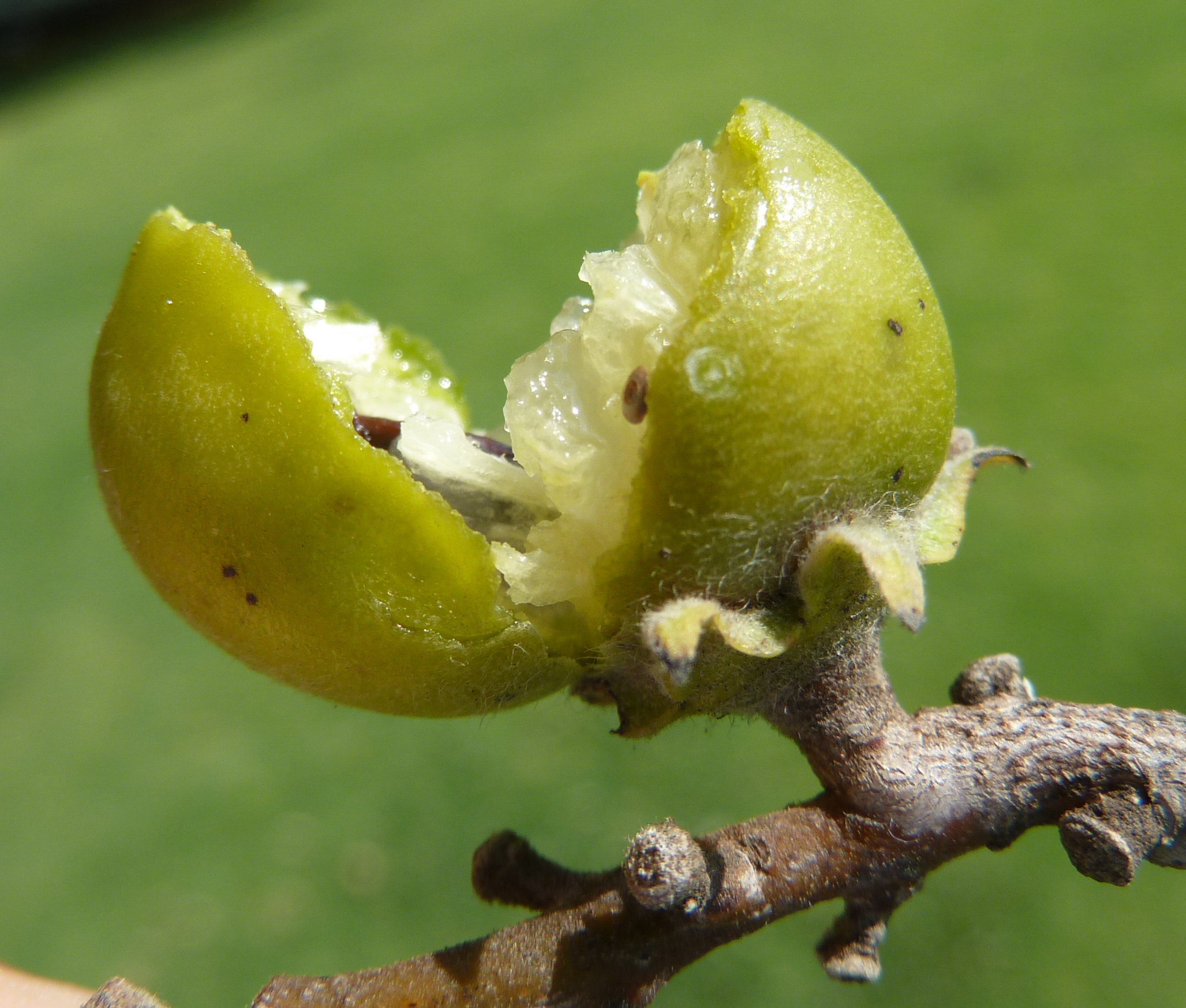